# Benjamin Disraeli
Benjamin Disraeli, prvi earl od Beaconsfielda (London, 21. prosinca 1804. — London, 19. travnja 1881.) - britanski konzervativni državnik i književnik. 
Njegov otac Isaac D'Israeli bio je književni kritičar i povjesničar, porijeklom od talijanskih Židova.
Bio je član raznih britanskih vlada tijekom tri desetljeća u dva navrata premijer, prvi židovskoga porijekla (iako je Disraeli kršten u Anglikanskoj Crkvi kada je imao 13 godina). Među njegove najveće političke uspjehe ubraja se nastanak moderne konzervativne stranke nakon podjele oko Zakona o kukuruzu 1846. godine.
Iako je bio vodeća osoba protekcionističkoga krila Konzervativne stranke Disraelijevi odnosi s drugim liderima stranke, naročito s lordom Derbijem, bili su često napeti. Njihova politička mišljenja približila su se tek 1850.-ih godina. Od 1852. godine Disraelijeva karijera obilježena je rivalitetom s Williamom Ewartom Gladstoneom, koji je postao vođa Liberalne stranke. U ovom sukobu, Disraeliju je podršku pružila kraljica Viktorija koja nije bila naklonjena Gladstoneu od njegova prvoga premijerskoga mandata 1870,-ih godina. Godine 1876. Disraeli je od kraljice Viktorije dobio titulu earl od Beaconsfielda. Bio je i član Donjeg doma Britanskog parlamenta gotovo 40 godina. 
Prije i tijekom političke karijere, Disraeli je bio poznat i kao književnik i značajna figura tadašnjega britanskoga društva. Ipak njegovi romani ne ubrajaju se u klasike viktorijanske književnosti. Uglavnom je pisao romanse kao što su: „Sybil” i „Vivian Grey”.